# Diplectrona fasciatella
Diplectrona fasciatella är en nattsländeart som beskrevs av Georg Ulmer 1932. Diplectrona fasciatella ingår i släktet Diplectrona och familjen ryssjenattsländor. Inga underarter finns listade i Catalogue of Life.